# Jovan Nišić
Pour les articles homonymes, voir Nišić.
Jovan Nišić (en serbe en écriture cyrillique : Јован Нишић), né le 3 mars 1998 à Belgrade, est un footballeur international serbe évoluant au poste de milieu relayeur au Radnički Niš.

## Biographie

### Carrière en club

#### FK Partizan Belgrade
Nišić est formé au Partizan Belgrade, club qu'il a rejoint à l'âge de dix ans. C'est un joueur polyvalent, pouvant évoluer à tous les postes au milieu de terrain.
Il signe son premier contrat professionnel le 13 février 2016, d'une durée de trois ans.  Par la suite, Nišić est prêté au FK Teleoptik, considéré comme le club-école du Partizan. Nišić contribue à l'obtention du titre en Championnat de Serbie de football de troisième division lors de la saison 2016-17, validant ainsi une promotion en Championnat de Serbie de football de deuxième division, antichambre du championnat de Serbie. 

#### FK Voždovac Belgrade
Le 19 juin 2018, Nišić rejoint un autre club de Belgrade, le FK Voždovac Belgrade, célèbre pour évoluer au Stadion FK Voždovac, stade bâti sur le toit d'un centre commercial dans le quartier de Vozdovac .

#### Pau FC
Au début de la saison 2021-2022, Nišić signe au Pau FC, où il succède à Souleymane Diarra dans le 4-2-3-1 de Didier Tholot. Dès son premier match au Nouste Camp, il est auteur d'une passe décisive pour Victor Lobry, offrant la victoire au Pau FC dans les arrêts de jeu face à l'AS Nancy.
Nisic se blesse gravement au début de l'année 2022, et sa saison est interrompue. Nisic restait sur deux buts inscrits en deux matchs en 2022.
La saison suivante, Nisic effectue son retour, huit mois après sa blessure, à l'occasion d'une défaite sur la pelouse du FC Metz.

### Carrière internationale
Nišić représente la Serbie en moins de 17 ans et moins de 19 ans, mais ne dispute aucun tournoi majeur avec les équipes de jeunes serbes.
Jovan Nisic reçoit sa première sélection en équipe de Serbie le 25 janvier 2021, en amical face à la République dominicaine (0-0). Quatre jours plus tard, il affronte le Panama (0-0).

## Palmarès
FK Teleoptik
- Championnat de Serbie D3 (1) :
  - Champion : 2016-17.